# Godepert
Godepert (również Gundipert, Godebert, Godipert, Godpert, Gotebert, Gotbert, Gotpert, Gosbert lub Gottbert) – król Longobardów w 661, starszy syn i następca Ariperta I.
Był arianinem, który rządził ze starożytnej stolicy Pawii, podczas gdy jego brat Perctarit, rzymski katolik, rządził z Mediolanu. W wojnie ze swym bratem – rozpoczętej w tym samym roku – wezwał księcia Grimoalda I, który zabił go w jego pałacu Reggia w Pawii. Jego syn Raginpert zdołał uciec i rządził później. Lecz najpierw to Grimoald przejął tron.